# Оганесян, Леонард Амаякович
Леонард Амаякович Оганесян (15 октября 1925, Ленинакан, СССР — 13 сентября 2013, Санкт-Петербург, Россия) — советский и российский специалист по численному анализу, один из создателей метода конечных элементов (МКЭ),. В 1963 году им была опубликована первая в СССР и одна из первых работ в мире, в которой была дана современная формулировка метода и получены первые результаты по его обоснованию,.
В работах Оганесяна и его учеников в период 1963—1980 годов для линейных эллиптических уравнений второго и четвертого порядка с переменными коэффициентами в областях с гладкой и кусочно-гладкой границей построены и исследованы схемы метода конечных элементов и методы их решения. На основе предложенных Л. А. Оганесяном и его учениками алгоритмов был создан пакет прикладных программ по решению задач тепломассопереноса, который использовался вычислительными центрами различных предприятий Ленинграда. Работы Л. А. Оганесяна и его учеников получили широкую международную известность.
В коллективе Ленинградского экономико-математического института Л. А. Оганесян работал с 1959 по 1985 год. Он является одним из создателей коллектива института. С 1964 по 1985 год руководил лабораторией численных методов. Под руководством Л. А. Оганесяна защищено 10 кандидатских диссертаций. Трое из его учеников стали докторами наук (Г. П. Астраханцев, Л. А. Руховец и Ю. Р. Акопян).

## Основные работы
- Л. А. Оганесян, Л. А. Руховец. Вариационно-разностные методы решения эллиптических уравнений. — Ереван: Изд. Академии наук Армянской ССР, 1979. — 234 с.